# 图尔苏诺伊·亚博罗娃
图尔苏诺伊·亚博罗娃（2002年3月4日—），乌兹别克斯坦女子举重运动员，2021年世界举重锦标赛女子87公斤级银牌得主、2022年亚洲举重锦标赛女子87公斤级铜牌得主、2022年世界举重锦标赛女子87公斤级铜牌得主。